# Campylaspis redacta
Campylaspis redacta är en kräftdjursart som beskrevs av Jones 1974. Campylaspis redacta ingår i släktet Campylaspis och familjen Nannastacidae. Inga underarter finns listade i Catalogue of Life.